# Harrisia martinii
Harrisia martinii es una especie de plantas en la familia Cactaceae.

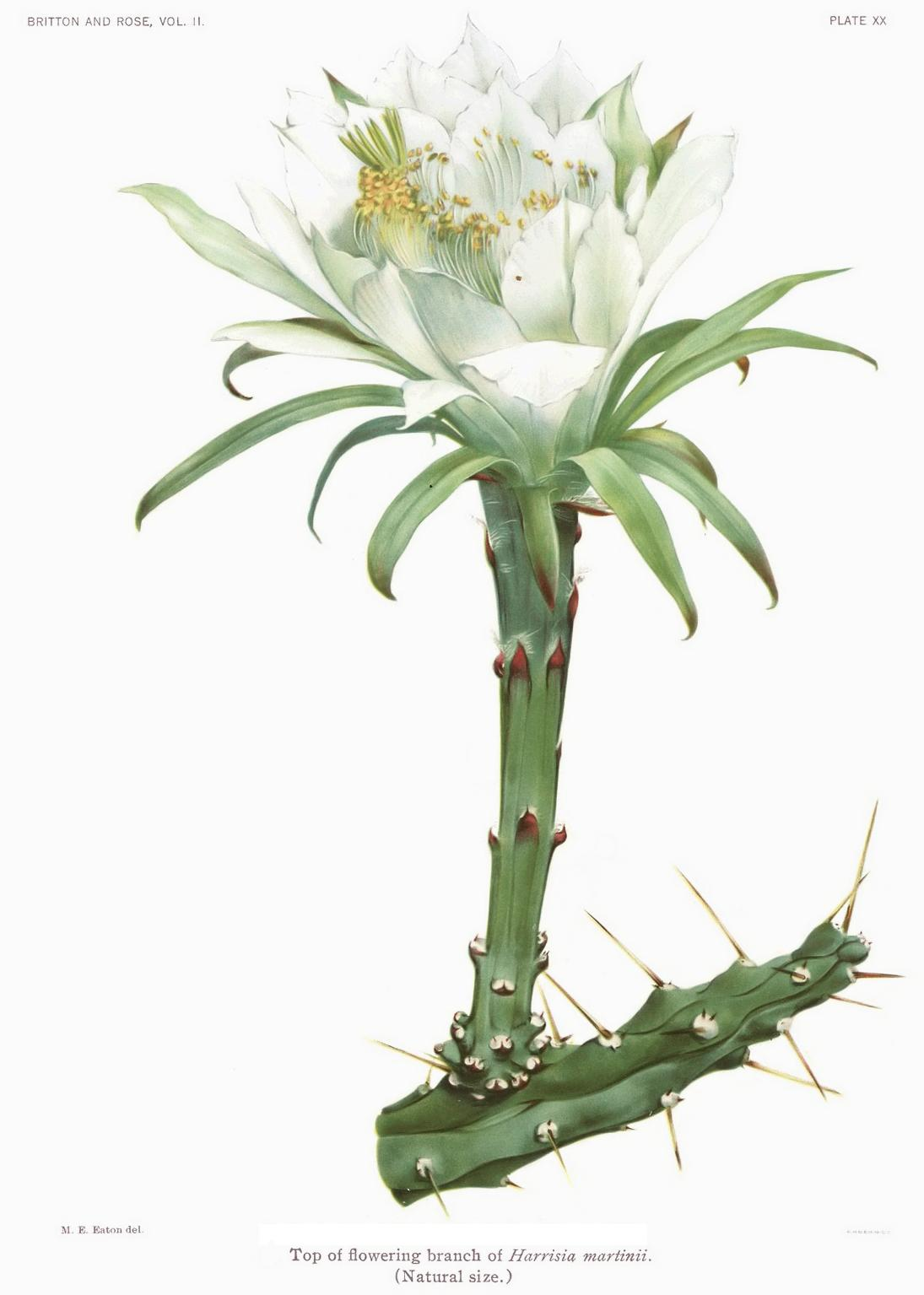
Ilustración

## Distribución
Es endémica del Chaco, Formosa, Salta, Santa Fe y Santiago del Estero en Argentina. Es una especie común en lugares localizados.

## Descripción
Harrisia martinii tiene forma arbustiva ramificada de color verde a gris verdoso, con tallos que alcanzan un tamaño de hasta 2 metros de altura y  2-2,5 centímetros de diámetro. Los brotes jóvenes son cónicos y puntiagudos con de cuatro a cinco costillas. En las areolas tienen una única y fuerte espina central, de color amarillento que tiene una parte superior más oscura y mide de 2 a 3 cm de largo. Las 6 y 55 espinas radiales son mucho más cortas.
Las flores alcanzan una longitud de hasta 20 centímetros.  Los frutos son rojos, más o menos esféricos y tuberculados con escamas y espinas.

## Taxonomía
Harrisia martinii fue descrita por (Labour.) Britton y publicado en The Cactaceae; descriptions and illustrations of plants of the cactus family 2: 155, t. 19, f. 3. 1920.
Etimología
Ver: Harrisia
martinii epíteto nombrado en honor del amante de los cactus francés Raymond Martin de Toulouse.
Sinonimia
- Cereus martinii
- Eriocereus martinii[4]